# USS Sumter (LST-1181)
Pour les autres navires du même nom, voir USS Sumter.
L'USS Sumter (LST-1181) est un Landing Ship Tank de classe Newport de l'US Navy. Lancé en 1969, il est en service entre 1970 et 1993. Il est ensuite transféré à la Marine de la république de Chine (ROCN) sous le nom de ROCS Chung Ping (LST-233) où il est en service depuis 1997.

## Historique
Il a été construit par le Philadelphia Naval Shipyard en Pennsylvanie, lancé en 1969 et entré en service en 1970. Le Sumter a été affecté sur la côte pacifique puis déployé au Vietnam pendant la guerre du Viêt Nam.  En 1973, Sumter a été réaffecté à la côte atlantique et a participé à des opérations le long de la côte est des États-Unis, en mer Méditerranée et len mer des Caraïbes. Le LST a été mis hors service en 1993.
Le navire a été acquis en prêt par Taïwan en 1995 et a subi une refonte au  Newport News Shipbuilding avant d'être remis en service dans la marine de la république de Chine (ROCN) en 1997 sous le nom de Chung Ho (LST-232). Là, l'armement principal du navire, les canon de 3 pouces/50 calibres ont été retirés et remplacés par deux supports de canon  Bofors 40 mm. Il a été équipé du système de contre-mesure électronique Cheng Feng III et du système de mesures de soutien électronique WD 2A et d'un radar de recherche en surface SPS-67
En 2000, la ROCN a acquis définitivement le navire dans le cadre du programme d'assistance à la sécurité . Le navire reste en service.